# Momo Yeung
Momo Yeung (chino: 楊敏軒) es una actriz y bailarina de Hong Kong que reside en Inglaterra. Comenzó su carrera bailando con el St. Margaret's Festival Ballet y el Manchester City Ballet, apareciendo en El cascanueces, La bella durmiente y Coppélia. Luego Yeung pasó a la actuación, actuando en el West End, entre otros lugares. En la pantalla, es conocida por sus papeles en la película de comedia A Christmas Prince: The Royal Baby (2019), la serie de fantasía Theodosia y la serie de Netflix Heartstopper (ambas de 2022).

## Carrera
Yeung comenzó su carrera como bailarina de ballet. Actuó como miembro del St. Margaret's Festival Ballet, donde bailó en Coppélia y La Bella Durmiente.
Como actriz de teatro, actuó en El Rey León en el Teatro del West End, Los Piratas de la Noche en su gira por el Reino Unido, Celtic Journey en el Teatro Churchill, Una historia inusual en el Teatro Cochrane y Blancanieves y Aladdín con First Family Entertainmnt. También actuó en White Pearl en el Royal Court Theatre y en Wild Goose Dreams de Hansol Jung en el Theatre Royal Bath.
Yeung comenzó su carrera en cine y televisión en 2012, apareciendo primero en papeles menores en la película de drama criminal The Grind y en la comedia británica Stath Lets Flats. Hizo apariciones en Doctor Strange in the Multiverse of Madness, Tell Me Everything, The Sandman, Jingle Jangle: A Christmas Journey y A Christmas Prince: The Royal Baby. En 2022, apareció como el personaje recurrente Miss Krait en la serie de televisión de aventuras y fantasía Theodosia y como Yan Xu, la madre de Tao Xu (interpretado por William Gao), en la serie de comedia romántica dramática sobre la mayoría de edad de Netflix Heartstopper. Repitió su papel para la segunda temporada de Heartstopper en 2023.

## Filmografía
| Año           | Título                                       | Papel                     | Notas            | Ref.  |
| ------------- | -------------------------------------------- | ------------------------- | ---------------- | ----- |
| 2012          | The Grind                                    | Bailarina                 | Papel menor      | [ 3 ] |
| 2018          | Stath Lets Flats                             | Camarera                  | 1 episodio       |       |
| 2019          | Un príncipe de Navidad: El bebé real         | Reina Ming de Penglia     |                  |       |
| 2020          | Jingle Jangle: A Christmas Journey           | Compradora de juguetes #2 |                  |       |
| 2022          | Doctor Strange en el multiverso de la locura | Maestra de Hong Kong      |                  |       |
| 2022          | The Sandman                                  | Discípula #6              | 1 episodio       |       |
| 2022          | Tell Me Everything                           | Jing                      | 2 episodios      |       |
| 2022          | Teodosia                                     | Señorita Krait            | Papel recurrente |       |
| 2022-presente | Heartstopper                                 | Yan Xu                    | Papel recurrente | [ 4 ] |
| 2023          | Diablo IV                                    | Oyunn                     | Videojuego       |       |